# 刘通 (亳州)
刘通（?—?），元代亳州谯县（今安徽省亳州）人。
刘通家贫务农。他的母亲卜氏，先后音乐，每次眩技者的表演者吹箫敲鼓至他家的门口，他一定让他们停下娱侍，或者自己歌舞，来让母亲开心。卜氏双眼失明，刘通立誓不吃酒肉，祈祷三十年不懈。卜氏八十五岁时，双眼复明。

## 延伸阅读
[在维基数据编辑]
 《元史·卷197》，出自宋濂《元史》